# Porsche en Fórmula 1

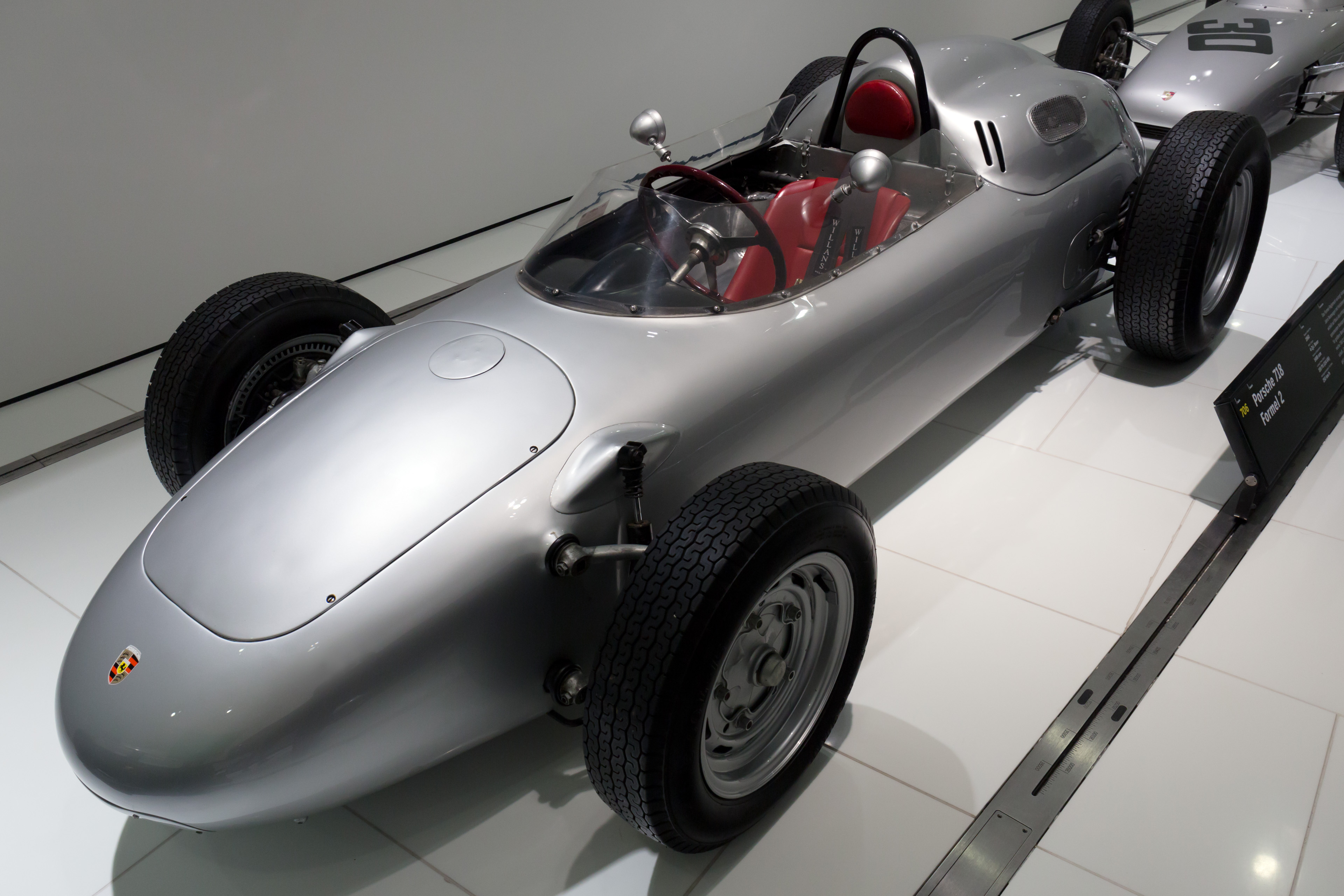
Porsche 718 de Fórmula 2, compitió en el Gran Premio de Alemania de 1959.

La marca alemana Porsche participó en Fórmula 1 en tres periodos, inicialmente fabricando chasis y motores para su equipo oficial y otros privados, y luego como proveedor de motores. Entre 1959 y 1962, el equipo oficial logró cinco podios, una pole position y una victoria, consiguiendo el tercer lugar en el Campeonato Mundial de Constructores en 1961. De 1983 a 1987, la marca fabricó motores V6 Turbo para McLaren (bajo el nombre Techniques d'Avant Garde), ganando dos Campeonatos de Constructores y tres Campeonatos de Pilotos, y en 1991 hizo motores V12 para Footwork.